# Idaea laniata
Idaea laniata är en fjärilsart som beskrevs av Paul Dognin 1914. Idaea laniata ingår i släktet Idaea och familjen mätare. Inga underarter finns listade i Catalogue of Life.